# Estoński Kościół Ewangelicko-Luterański

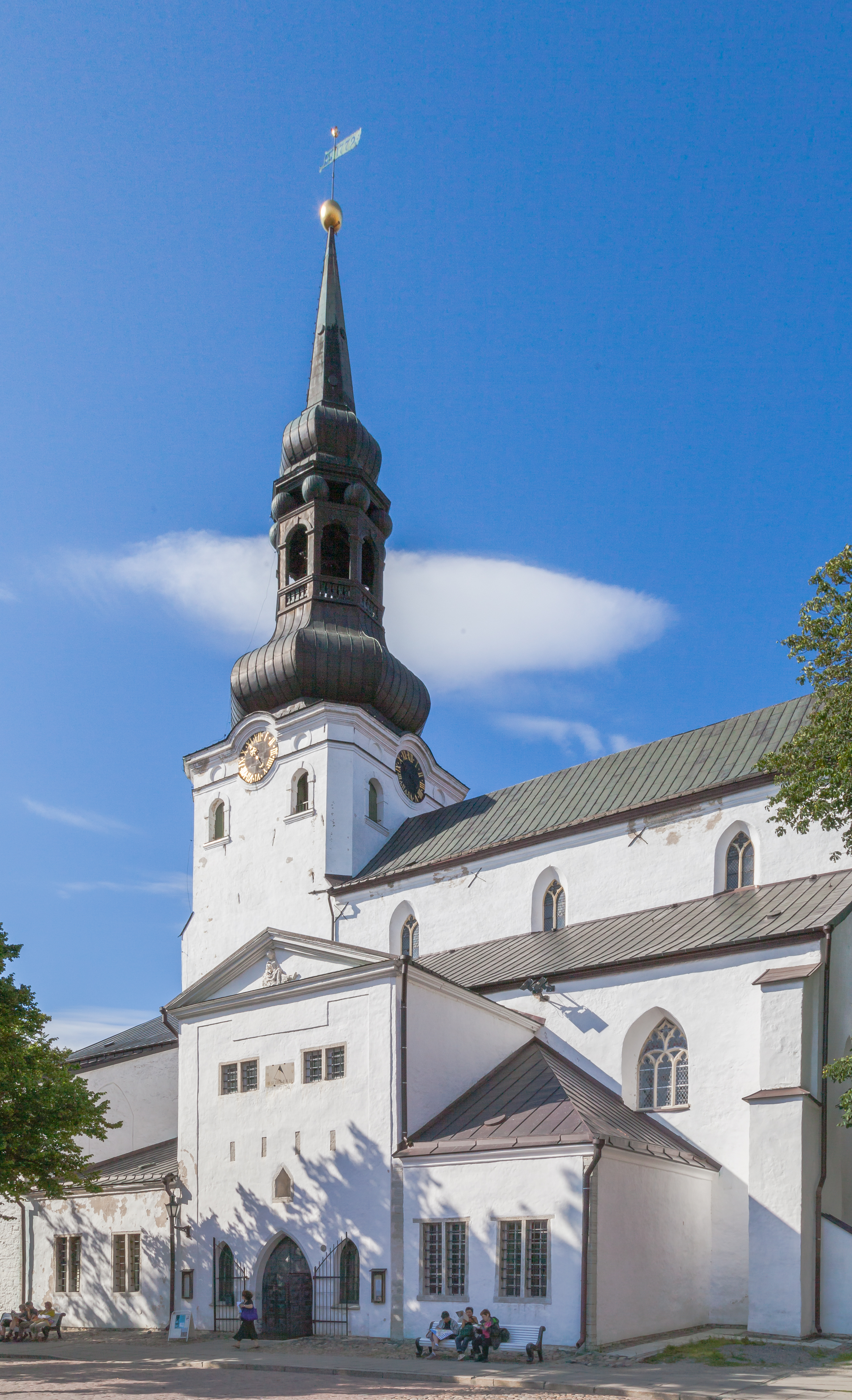
Katedra Marii w Tallinnie

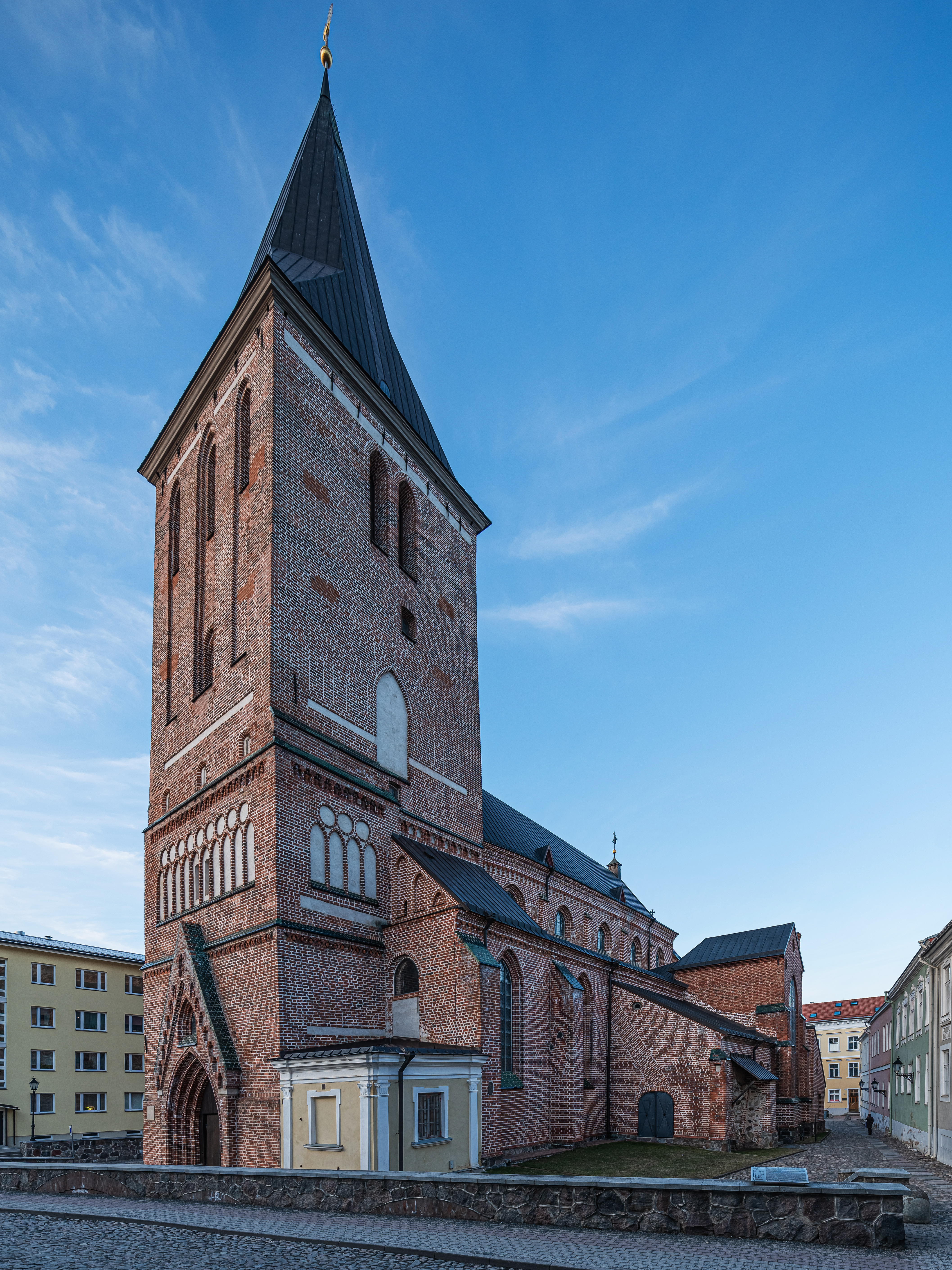
Kościół św. Jana w Tartu

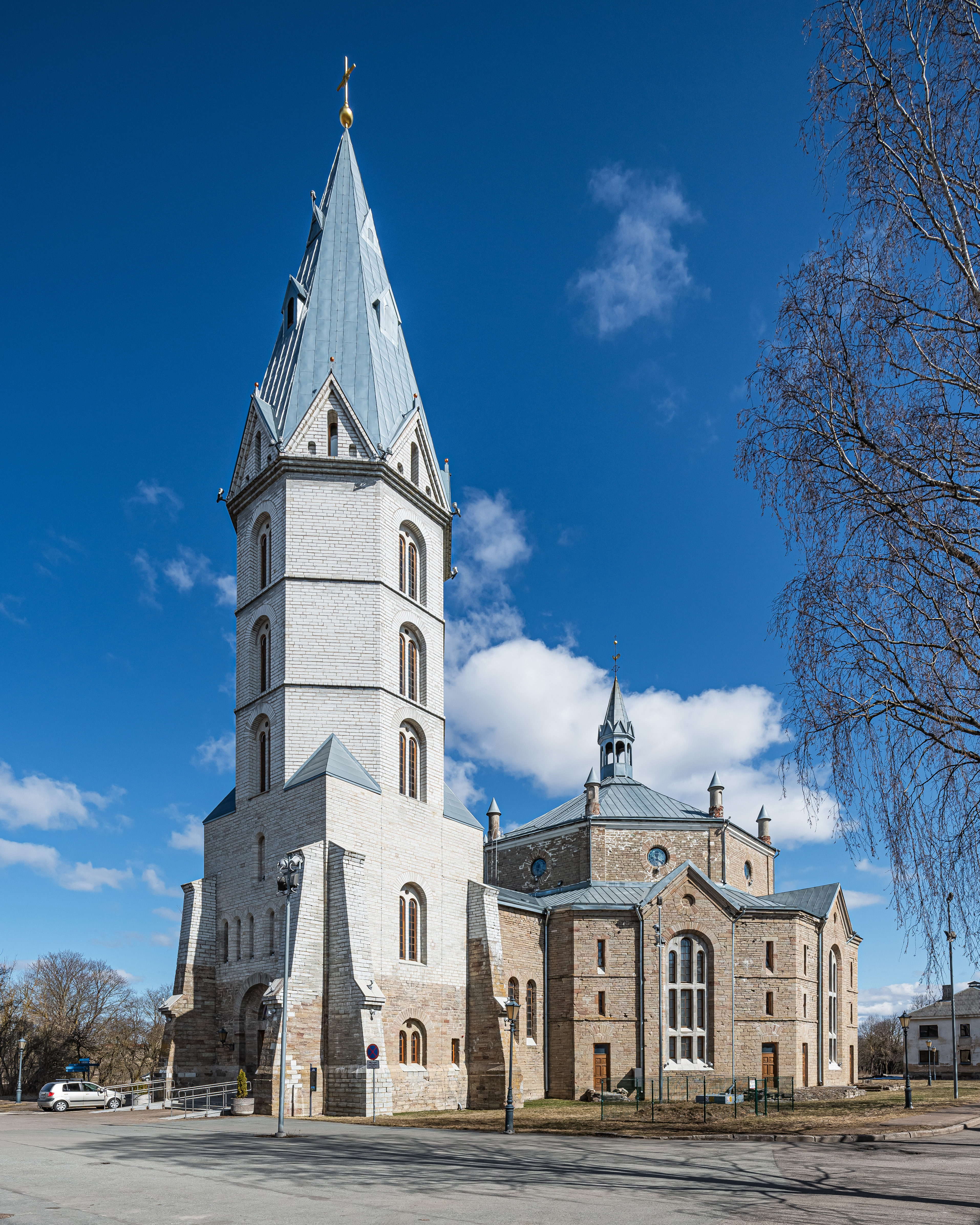
Katedra Aleksandra w Narwie

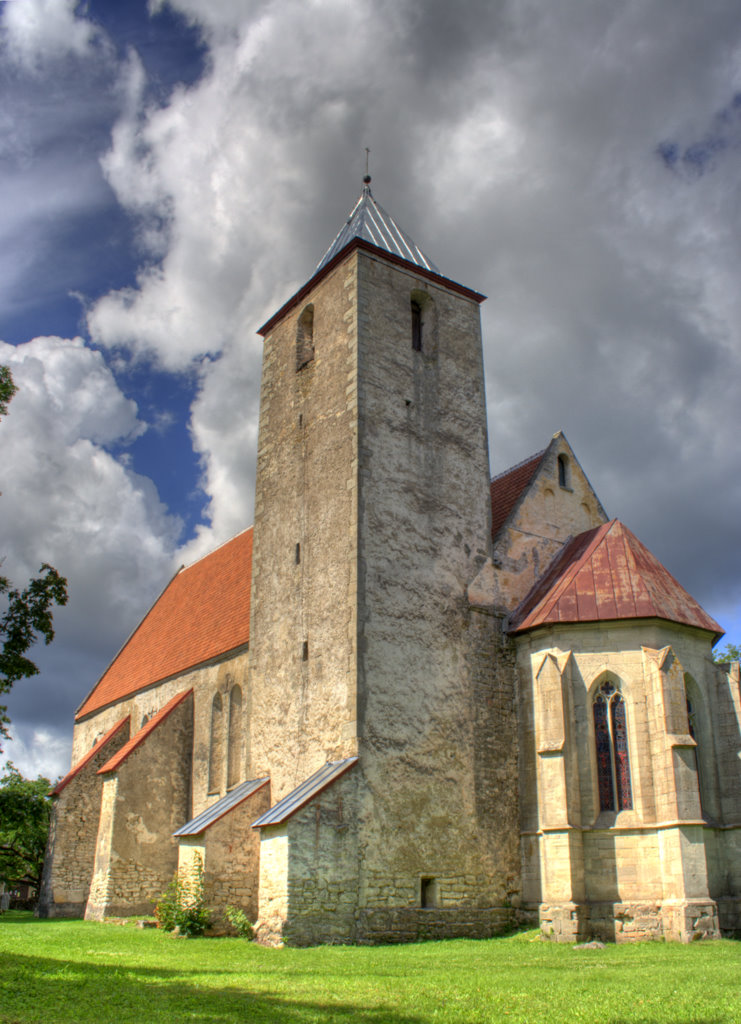
Kościół św. Marcina w Valjala

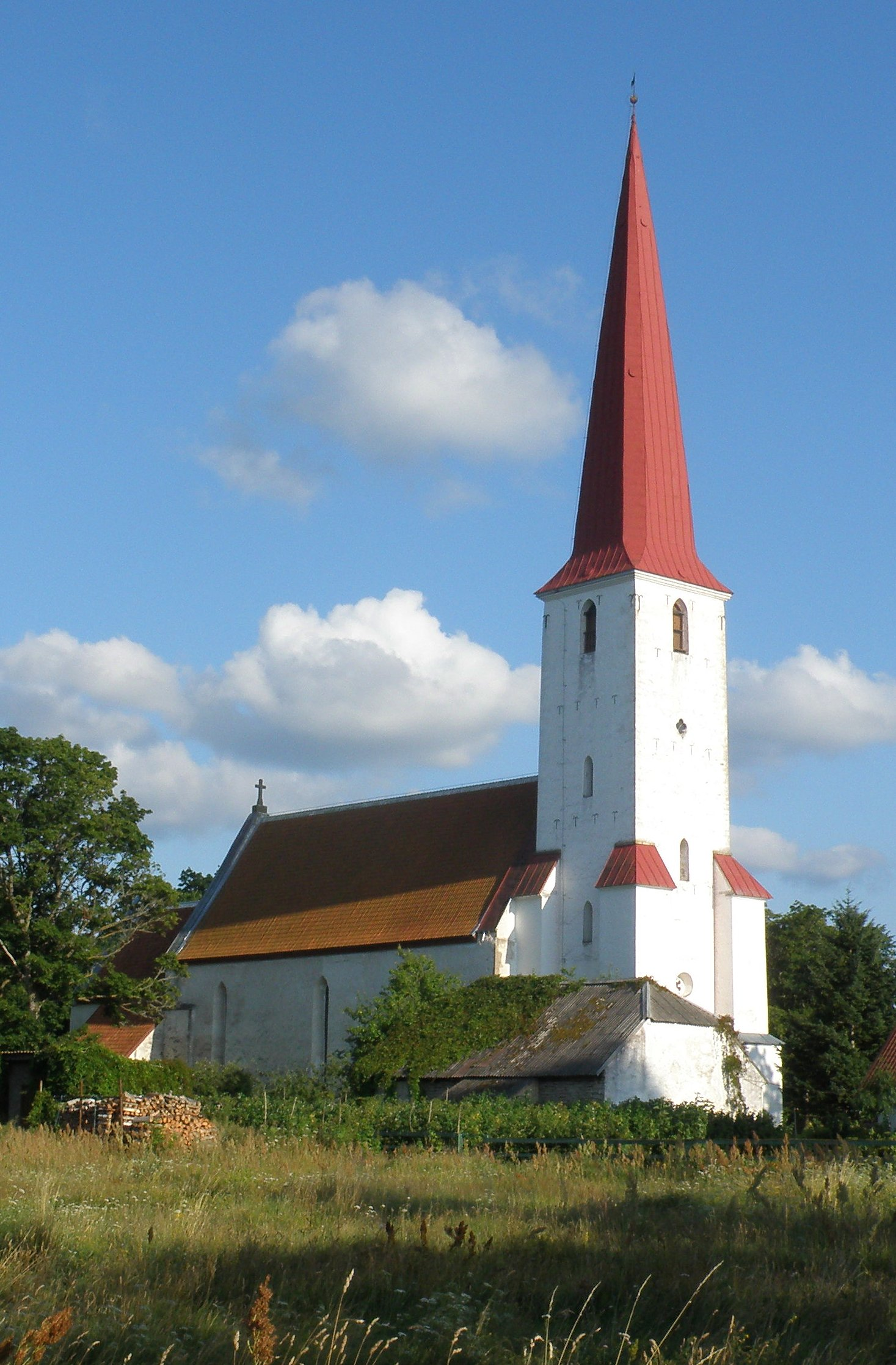
Kościół św. Michała w Kihelkonna

Estoński Kościół Ewangelicko-Luterański (est. Eesti Evangeelne Luterlik Kirik) – kościół luterański, działający w Estonii. Liczy około 130 tysięcy wiernych.
Kościół jest członkiem Światowej Federacji Luterańskiej, Światowej Rady Kościołów, Konferencji Kościołów Europejskich oraz Wspólnoty Porvoo. Posiada pełną interkomunię z Kościołem Anglii i innymi kościołami anglikańskimi w Europie.

## Historia
Pomimo wcześniejszych kontaktów ludów zamieszkujących Estonię z chrześcijaństwem, pierwsze zorganizowane struktury kościelne na tym terenie powstały dopiero w XIII wieku. Utworzono wtedy trzy diecezje: Biskupstwo Dorpatu w 1224 r., Ozylii w 1228 r. oraz Rewla w 1229 r.
Reformacja rozpoczęła się w Estonii w 1524 r., skutkując wprowadzeniem nabożeństw w języku estońskim. Kościół ewangelicki stał się największą denominacją na tym terenie. W 1694 r. wprowadzono szwedzkie prawo religijne, regulujące stosunki państwa z kościołem. Hierarchia kościelna podczas panowania szwedzkiego była zorganizowana według ustroju episkopalnego, podobnie jak Kościoła Szwecji. 
Po pokoju w Nystad i wejściu ziem estońskich pod panowanie Carstwa Rosyjskiego, arystokracja uzyskała prawo do powoływania duchownych. Zostało ono wycofane w 1832 r. na mocy nowego prawa kościelnego przyjętego przez cara Mikołaja I.
Do końca XIX wieku duchowieństwo luterańskie zarówno w miastach, jak i na terenach wiejskich było przeważnie niemieckojęzyczne.
Po zakończeniu I wojny światowej i uzyskaniu niepodległości przez Estonię, w 1919 r. powołano samodzielny kościół ewangelicki. W odróżnieniu od pozostałych krajów nordyckich, nie był on kościołem państwowym. Nabożeństwa prowadzone były w języku estońskim. Kościół prowadził liczne instytucje charytatywne, jak sierocińce, szkoły dla niesłyszących oraz domy schronienia dla kobiet. Zborownicy aktywnie uczestniczyli w życiu kościoła, umacniając jego pozycję jako ważny element estońskiej kultury. Należało do niego 78.2% populacji kraju.
W 1934 r. kościół ewangelicki liczył około 874 tys. wiernych. Ze względu na znaczną liczbę członków, posiadał w latach 1934–1940 razem z Kościołem prawosławnym szczególny status prawny, przez co był błędnie postrzegany jako kościół państwowy. Kościół posiadał szerokie poparcie społeczne, jego duchowni byli wybierani do lokalnych rad administracyjnych, w szczególności na terenach wiejskich. W miastach kościół nie posiadał takiego wpływu na administrację, zajmował się przede wszystkim remontami zabytkowych świątyń oraz wznoszeniem nowych. 
Od czasu zajęcia kraju przez Związek Socjalistycznych Republik Radzieckich w 1940 r. i utworzeniu Estońskiej Socjalistycznej Republiki Radzieckiej, Kościół ewangelicki stał się obiektem ataków ze strony władz. KGB zajmowało się kontrolą nad kościołami, duchowni zostali deportowani lub zamordowani. Budynki kościelne nie były poddawane remontom, a urzędnicy namawiali Estończyków do zaprzestania uczęszczania na nabożeństwa. W szkołach promowano ateizm państwowy. W rezultacie tych działań, odsetek osób uczęszczających na nabożeństwa spadł do 5–10% w latach 60. XX wieku. Były to przeważnie starsze kobiety.
Po nastaniu rządów radzieckich, około 80 tys. członków kościoła udało się na emigrację. Na wyjazd zdecydował się również arcybiskup oraz siedemnastu innych duchownych. W Szwecji powołano Estoński Kościół Ewangelicko-Luterański na Wygnaniu. W późniejszym okresie powołano również zbory w innych krajach.
Ordynacja kobiet na duchownych została wprowadzona w 1967 r.
Do wzrostu odsetka osób aktywnych religijnie przyczyniła się dopiero emigracja rosyjska na tereny Estońskiej SRR w latach 70. XX wieku. Uczęszczanie do kościoła było formą manifestacji swojej przynależności narodowościowej w obliczu masowego napływu Rosjan i obawy przed zagrożeniem estońskiej kultury. Często po skończeniu nabożeństw wierni organizowali ceremonię złożenia kwiatów na grobach walczących z Rosjanami lub pełniących ważne stanowiska w okresie międzywojennej niepodległości. Śpiewano wtedy pieśni kościelne i patriotyczne. Wpływ Kościoła luterańskiego widoczny był nawet podczas corocznych narodowych festiwali, jak konkursów piosenki, które rozpoczynały się modlitwą i czytaniem z Biblii.
Kolejne ożywienie praktyk religijnych nastąpiło po 1988 r. Na przełomie lat 1988–1989 liczba chrztów wzrosła z 4535 do 12 962, a konfirmacji z 2711 do 8837.
W latach 80. XX wieku, podczas procesu odzyskiwania niepodległości, był niekiedy traktowany jako narodowy, estoński Kościół. Przykładowo transmisje nabożeństw bożonarodzeniowych w telewizji publicznej odbywały się z kościołów ewangelickich. Współpraca między poszczególnymi estońskimi denominacjami układała się jednak pomyślnie, a Kościół luterański nie dążył do pozyskania większej uwagi kosztem innych wyznań.
W 2010 r. doszło do połączenia Estońskiego Kościoła Ewangelicko-Luterańskiego z Estońskim Kościołem Ewangelicko-Luterańskim Za Granicą. Zbory będące dotychczas częścią kościoła poza granicami, znajdujące się Stanach Zjednoczonych, Kanadzie, Szwecji, Niemczech, Australii, Argentynie i Wielkiej Brytanii, utworzyły diecezję estońską za granicą. Siedziba biskupa diecezji znajduje się w Toronto (Kanada).

## Współczesność
Estoński Kościół Ewangelicko-Luterański zrzesza 167 zborów, należy do niego około 11% populacji kraju. Władzę nad nim sprawuje Konsystorz złożony z arcybiskupa, biskupów, kanclerza i asesorów. Najwyższą władzą legislacyjną pozostaje Synod. Kościół posiada ponad 220 osób duchownych, w tym 40 kobiet. Prowadzi również parafie i stacje kaznodziejskie poza granicami kraju, tworzą one Estońską Diecezję Za Granicą.
Różnorodny zakres pracy kościoła jest realizowany przez Departament Pracy Diakonijnej podległy Konsystorzowi, Stowarzyszenie Pracy z Dziećmi i Młodzieżą, Centrum Misyjne i Kościelne Towarzystwo Muzyczne. Poradnie rodzinne działają w Tallinnie i Tartu. Prowadzony jest również Szpital Diakonijny w Tallinnie oraz praca duszpasterska wśród żołnierzy, policjantów i więźniów. Wydawany jest tygodnik Eesti Kirik.
Kościół prowadzi własną instytucję edukacyjną w postaci Instytutu Teologicznego, otwartego w 1946 r. Instytut zajmuje się różnorodnymi formami kształcenia duchowieństwa oraz innych pracowników kościelnych, w tym muzyków, a także osób świeckich. Przygotowuje też nauczycieli religii w szkołach publicznych, pracowników służących w instytucjach wojskowych, więzieniach i szpitalach oraz pracujących w mediach masowych.
Prowadzona jest współpraca z państwem na poziomie ochrony historycznych budynków kościelnych, dziedzictwa religijnego i kulturowego oraz edukacji. W ostatnich latach zostały otwarte trzy szkoły luterańskie.
Efektem długoletnich rządów radzieckich była niemożność przystosowania działalności Kościoła do zachodzących zmian społecznych i demograficznych. Sieć parafialna nawet obecnie pozostała praktycznie niezmieniona od czasów Estońskiej Socjalistycznej Republiki Radzieckiej. Efektem tego jest brak placówek kościelnych w wielu obszarach miejskich oraz duża liczba wiernych przypadająca na jedną osobę duchowną. W rejonach wiejskich liczba ta wynosi od 200 do 5000 osób na jednego duchownego, natomiast w miastach odsetek ten może równać się nawet 25 tys. wiernym.

## Organizacja
Obecnym arcybiskupem jest Urmas Viilma. Został konsekrowany 2 lutego 2015 r., zastępując na tym stanowisku Andresa Põdera.
Kościół podzielony jest na cztery regiony, którym przewodniczą poszczególni biskupi:
- region zachodni (siedziba biskupa w Haapsalu) – biskup Tiit Salumäe
  - obwód kościelny Harju Zachodnie
  - obwód kościelny Zachodni
  - obwód kościelny diaspory estońskojęzycznej w Europie i Rosji
- region północny (siedziba biskupa w Tallinnie) – biskup Einar Soone
  - obwód kościelny Tallinn
  - obwód kościelny Harju Wschodnie
  - obwód kościelny Järva
  - obwód kościelny Viru
- region południowy (siedziba biskupa w Tartu) – biskup Joel Luhamets
  - obwód kościelny Tartu
  - obwód kościelny Viljandi
  - obwód kościelny Võru
  - obwód kościelny Valga
  - obwód kościelny Parnawa
  - obwód kościelny Wyspy
- diecezja estońska za granicą (siedziba biskupa w Toronto) – biskup-emeryt Andres Taul

Tytuł arcybiskupa-emeryta nosi ponadto Andres Põder.

## Współpraca międzynarodowa
Zarówno całe obwody kościelne, jak i poszczególne zbory kościoła utrzymują kontakty z zagranicznymi jednostkami oraz zborami partnerskimi z Niemiec, Szwecji, Norwegii, Finlandii, Danii, Łotwy, Węgier, Holandii, Wielkiej Brytanii i Stanów Zjednoczonych.
Na podstawie odrębnych umów prowadzona jest współpraca z Ewangelickim Kościołem Krajowym Kurhessen-Waldeck, Ewangelicko-Luterańskim Kościołem Północnych Niemiec, Ewangelicko-Luterańskim Kościołem Ingrii, Ewangelicko-Luterańskim Kościołem Finlandii i diecezją Rochester Kościoła Anglii. Razem z Estońskim Apostolskim Kościołem Prawosławnym opublikowano również wspólne stanowisko dotyczące eucharystii i służby liturgicznej.